# Émile Joly
Émile Joly (* 4. April 1904 in Châtelineau, Hainaut; † 24. Februar 1980 in Montigny-le-Tilleul) war ein belgischer Radrennfahrer und nationaler Meister im Radsport.

## Sportliche Laufbahn
1928 gewann er einen nationalen Titel, als er die Meisterschaft der Unabhängigen im Straßenrennen für sich entscheiden konnte. Im selben Jahr wurde er Berufsfahrer und blieb bis 1936 aktiv. 1928 gewann er zwei Etappen und die Gesamtwertung der heimischen Belgien-Rundfahrt, sowie den Grand Prix François Faber in Luxemburg. 1929 und 1930 siegte er im Eintagesrennen Circuit de Paris. 1930 siegte er im Rennen Marseille–Lyon vor Nicolas Frantz. 1931 gewann er Paris–Limoges und Paris–Rennes. Beim Sieg von Alfons Schepers im nationalen Meisterschaftsrennen im Straßenradsport wurde er Zweiter. 1932 konnte er die Tour de l’Ouest für sich entscheiden. 1935 gewann er noch eine Etappe der Belgien-Rundfahrt. Die Tour de France fuhr er 1929 und 1930, schied jedoch bei beiden Starts vorzeitig aus. Mehrfach war er bei den Monumenten des Radsportes am Start.